# Rolf Bialas
Rolf Bialas (* 2. Februar 1929 in Hamburg; † 4. September 2010 ebenda) war ein deutscher Arzt, ärztlicher Standespolitiker und Hamburger Bausenator (FDP).

## Leben
Bialas, der von 1951 bis 1955 dem Vorstand der Hamburger Sportjugend angehört hatte, studierte in Hamburg Medizin und wurde 1954 mit einer Arbeit über das Thema Soziale Lage, Gesundheitszustand und Konstitutionstypus der Studierenden: Ergebnisse der studentischen Pflichtuntersuchung im WS 1952/53 promoviert. Anschließend war er bis 1962 als Assistenzarzt im Allgemeinen Krankenhaus Barmbek tätig, eröffnete 1962 eine Privatpraxis und betrieb von 1978 bis 1993 eine Praxis als niedergelassener Arzt.

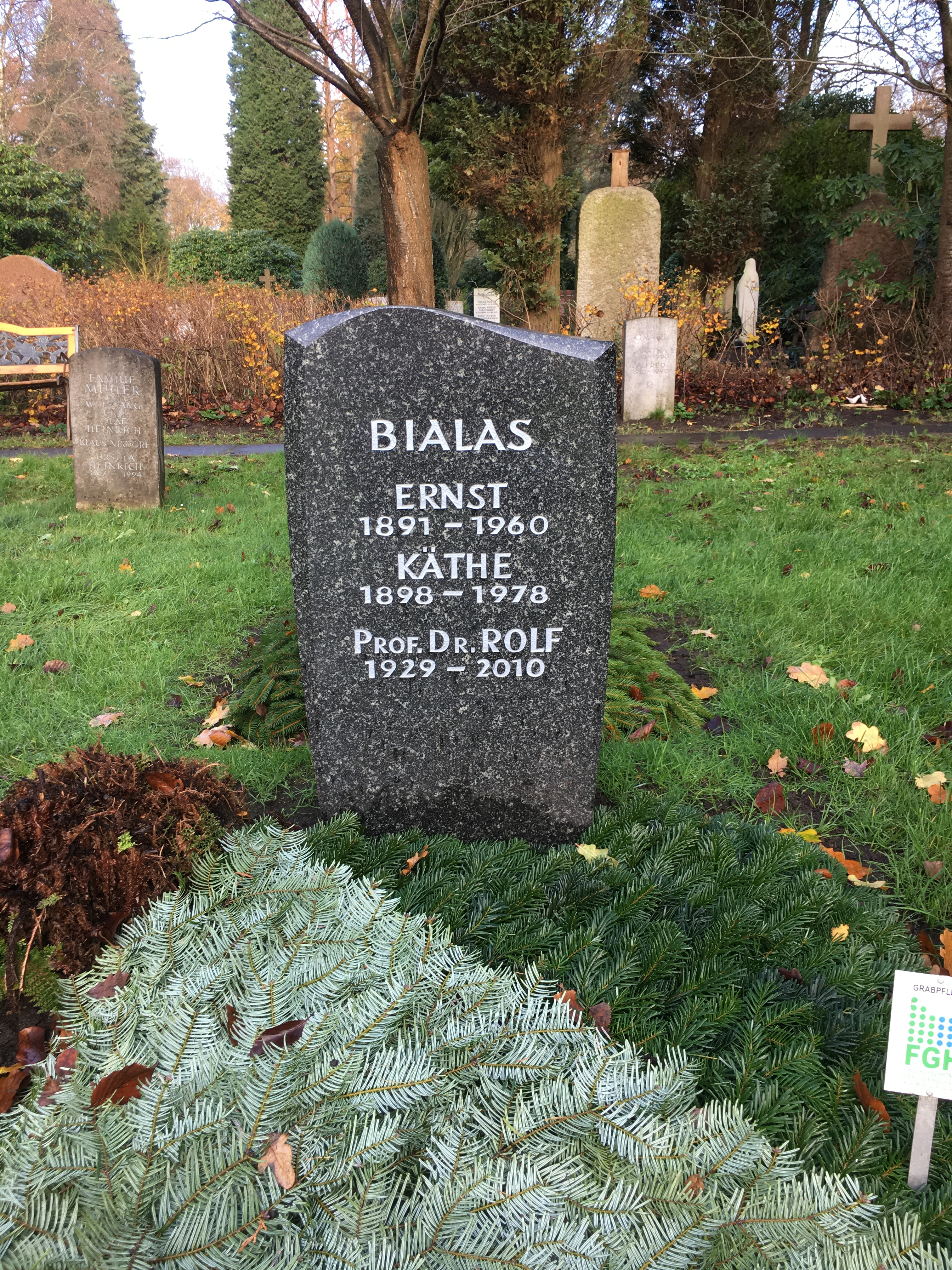
Grabstätte auf dem Friedhof Ohlsdorf

Bialas engagierte sich besonders in berufsständischen und versorgungsrechtlichen Fragen der Ärzte und war neben anderen Funktionen in Ärzteorganisationen von 1986 bis 1994 Präsident der Ärztekammer Hamburg. Als Präsident setzte er sich für das Methadon-Programm für Suchtkranke ein. Von 1992 bis 2000 war er Vorsitzender der Arbeitsgemeinschaft berufständischer Versorgungswerke e. V. Bis 2008 war er außerdem Vorsitzender der Berufsgenossenschaft für Gesundheit und Wohlfahrtspflege.
Für seine Verdienste um ärztliche Belange – insbesondere um die Alterssicherung der Ärzte – erhielt er 2009 die Paracelsus-Medaille der deutschen Ärzteschaft.
Rolf Bialas verstarb 81-jährig und wurde auf dem Friedhof Ohlsdorf beigesetzt. Die Grabstätte liegt südwestlich von Kapelle 6 im Planquadrat AC 28.

## Politik
Bialas gehörte seit 1955 dem BHE an und war Landesvorsitzender von dessen Jugendorganisation Block Junger Deutscher. Durch die Fusion des BHE mit der Deutschen Partei kam er zur Gesamtdeutschen Partei, deren geschäftsführendem Landesvorstand er angehörte. Er kandidierte 1961 für die GDP vergeblich zum Deutschen Bundestag. Als das Scheitern der Gesamtdeutschen Partei offenkundig war, verließ er sie und schloss sich Ende 1965 der FDP an.
Für die FDP wurde er 1970 in die Hamburgische Bürgerschaft gewählt, die ihn 1974 in den Senat wählte, wo er bis 1978 die Baubehörde leitete. Eigentlich hatte der FDP-Landesvorstand Gerhard Moritz Meyer, der dem linken Parteiflügel angehörte, als Bausenator vorgesehen. Im Landesausschuss, der die Nominierungen vornahm, konnte sich Bialas, der eher dem konservativen Flügel zugerechnet wurde, jedoch mit einer Stimme Vorsprung gegen Meyer durchsetzen. Während seiner Amtszeit setzte er die Erstellung des bundesweit ersten Mietenspiegels durch.
Als die FDP 1978 an der Fünf-Prozent-Hürde scheiterte, schied er aus Bürgerschaft und Senat aus. Bialas wurde auf dem Bundesparteitag 1982 in Berlin in den Bundesvorstand gewählt und gehörte diesem bis 1984 an. Bei der Bürgerschaftswahl im Dezember 1982 war er Spitzenkandidat der Liberalen, die jedoch mit nur 2,6 Prozent der Stimmen ihr bis heute schlechtestes Ergebnis erzielten. Der Landesparteitag der Hamburger FDP wählte ihn am 15. Februar 2009 zum Ehrenmitglied der Partei.

## Veröffentlichungen
- Soziale Lage, Gesundheitszustand und Konstitutionstypus der Studierenden, Dissertation vom 2. Juli 1954, Hamburg 1954.
- Der Bausenator im weißen Kittel, Norderstedt 2002, ISBN 3-8311-3990-3.
- (mit Dorothea Bialas) Ein Kaleidoskop unseres Lebens, Norderstedt 2004.
- Zur Neuorganisation der gesetzlichen Unfallversicherung, in: Soziale Sicherheit, Heft 2/2005, S. 55 ff.